# Cantó de Boves
El cantó de Boves és un cantó francès del departament del Somme, situat al districte d'Amiens. Té 23 municipis i el cap és Boves.

## Municipis
- Blangy-Tronville
- Boves
- Cachy
- Cottenchy
- Dommartin
- Dury
- Estrées-sur-Noye
- Fouencamps
- Gentelles
- Glisy
- Grattepanche
- Guyencourt-sur-Noye
- Hailles
- Hébécourt
- Remiencourt
- Rumigny
- Sains-en-Amiénois
- Saint-Fuscien
- Saint-Sauflieu
- Saleux
- Salouël
- Thézy-Glimont
- Vers-sur-Selles

## Història
| Data d'elecció                           | Identitat        | Partit          | Qualitat |
| ---------------------------------------- | ---------------- | --------------- | -------- |
| 1945-1951                                | Louis Prot       | PCF             |          |
| 1951-1970                                | Charles Houllier | radical         |          |
| 1970-1994                                | Pierre Desse     | Divers droite   |          |
| 1994-                                    | Olivier Jardé    | UDF, després NC |          |
| les dades anteriors no són pas conegudes |                  |                 |          |
|                                          |                  |                 |          |

## Demografia
| A partir de 1990: Població sense dobles comptes |